# Dasychira mniodes
Dasychira mniodes är en fjärilsart som beskrevs av Collenette 1939. Dasychira mniodes ingår i släktet Dasychira och familjen tofsspinnare. Inga underarter finns listade i Catalogue of Life.